# Chonaphe remissa
Chonaphe remissa är en mångfotingart som beskrevs av Chamberlin 1949. Chonaphe remissa ingår i släktet Chonaphe och familjen Xystodesmidae. Inga underarter finns listade i Catalogue of Life.